# Vaste telefonie

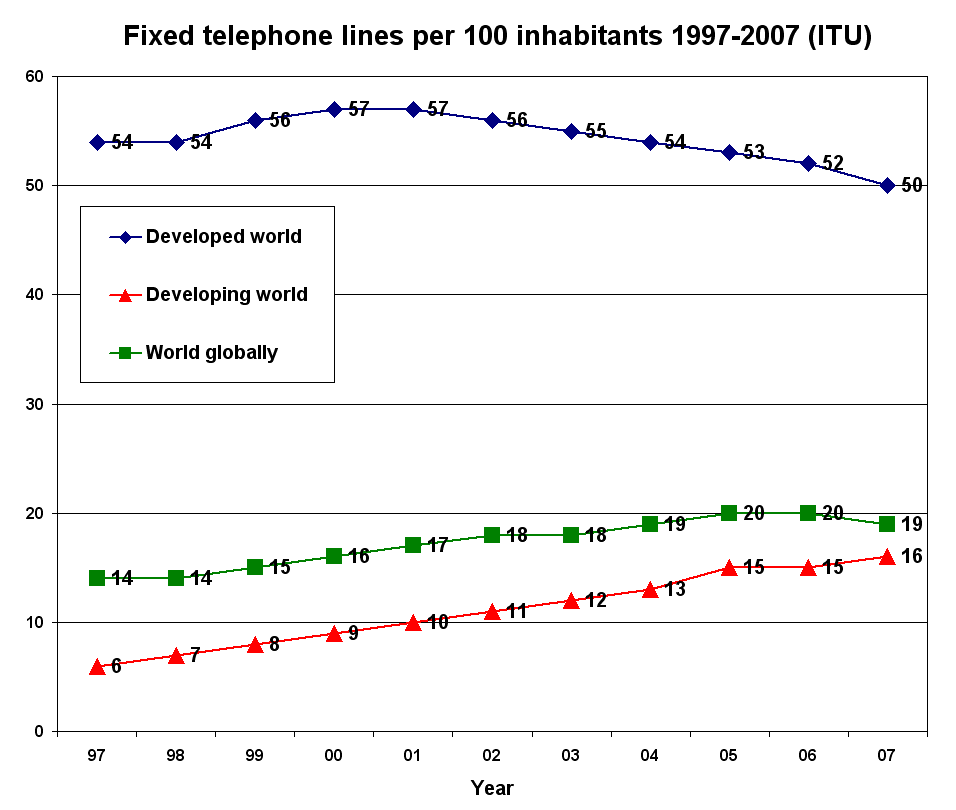
Vaste aansluitingen per 100 inwoners 1997-2007

Vaste telefonie is een vorm van telecommunicatie waarbij gebruik wordt gemaakt van een bekabeld telefoonsysteem. De term 'vaste telefoon' is eigenlijk niet meer helemaal juist, aangezien de beschikbare telefoontoestellen tegenwoordig grotendeels draadloze handsets betreffen. Echter, het signaal waarmee deze toestellen werken, is nog wel werkzaam door middel van bedrading. De oorspronkelijke analoge telefoonlijn wordt ook POTS genoemd.

## Historiek
Als uitvinder van de telefoon wordt over het algemeen Alexander Graham Bell genoemd, terwijl in feite de totstandkoming van de telefoon een proces was waar meerderen hun bijdrage aan hebben geleverd. Dit proces bestreek min of meer de jaren tussen 1854 en 1892. Het eerste telecommunicatiebedrijf ooit was gevestigd in Boston in de Verenigde Staten en heette Bell Telephone Company.

## Nederland
In Nederland had het toenmalige staatsbedrijf PTT lange tijd een monopolie op abonnementen op het traditionele vaste net. Sinds 2007 is het mogelijk om een vast analoog telefoonabonnement geheel onder te brengen bij een andere aanbieder. Al eerder kon men de gesprekken zelf voeren via een andere aanbieder.
In 2018 kondigde KPN aan, het netwerk van koperleidingen voor de vaste telefonie en het internet te gaan vervangen door glasvezel. Hiermee is in 2020 een aanvang gemaakt, en het overzetten van twee miljoen aansluitingen moet begin 2023 zijn voltooid. Daardoor zullen de koperparen stilaan verdwijnen en vervangen worden door VoIP-lijnen,

## België
Ook in België is de vaste telefoniemarkt sinds 2000 gedereguleerd, dit wil zeggen dat meerdere bedrijven vaste telefonie en verwante diensten mogen aanbieden. Tevens is er sinds 2005 een strategie voor het vervangen van de klassieke koperlijn door VoIP. Het aantal vaste lijnen vermindert wegens het algemeen gebruik van mobiele telefonie. Er wordt ook meer gebruik gemaakt van triple play, dit is het aanbieden van telefonie, internet en televisie over een enkele fysieke drager.